# Cotisations sociales en France
Les cotisations sociales en France, aussi appelées charges sociales, sont des prélèvements assis sur les salaires. Elles sont destinées à financer différents systèmes de protection sociale répartis selon différentes branches d'assurance et de couverture, soit : la Sécurité sociale (assurance maladie, les accidents du travail, l'assurance vieillesse, les allocations familiales) et l’assurance chômage. En France, le volume des cotisations sociales s'élevait en 2019 à 474,9 milliards d’euros, contre 384,5 milliards d'euros en 2017 soit 37 % des prélèvements obligatoires.
En 2019, la France a un taux moyen de cotisations sociales parmi les plus élevés des États de l'OCDE et le plus élevé s'agissant des seules cotisations employeurs (26,6 % des coûts de la main d'œuvre contre 16,5 % en Allemagne ou 7,6 % aux États-Unis).
Cependant, la pertinence de ce type de classement international est très problématique. En effet, le taux de cotisation apparaît plus faible dans les pays comme les États-Unis, où l'assurance maladie et les régimes de retraite sont très largement privés : les cotisations y sont versées à des mutuelles, des assurances ou des fonds de retraite privés, et ne sont donc pas comptabilisées dans les statistiques comme des cotisations sociales.

## Terminologie et usage
Cotisations sociales est le terme utilisé aussi bien dans les textes de loi que par l'administration, les pouvoirs publics, les publications scientifiques, etc. Dans l'usage courant, ce terme est fréquemment remplacé par l'expression charges sociales, particulièrement dans les domaines de l'économie,,,, du monde de l'entreprise et des affaires, ces flux financiers ayant le caractère de charges en comptabilité. Le monde politique fait également un usage abondant de cette expression tout comme la presse, y compris celle considérée comme éloignée des idées libérales,,. Celle-ci est enfin utilisée plus rarement par les pouvoirs publics,.
L’expression est critiquée par de nombreux auteurs, sociologues, historiens, spécialistes du discours politique ou du langage, qui considèrent ce glissement sémantique dépréciatif comme le résultat d'une manipulation idéologique du langage,, par exemple Éric Fassin, Christian Delporte  ou Ruth Amossy, la notion de « charge » sous-entendant d’après ces auteurs une nécessité d’« alléger » un « fardeau », et donc de réduire les ressources des régimes de protection sociale.

## Financement de la protection sociale
Entre 1959 et 2015, les recettes de la protection sociale ont plus que doublé en proportion de la richesse nationale passant de 16 à 34 points de PIB. Les ressources de la protection sociales sont en 2015 composées à 60 % de cotisations. En 1959 ce taux était de 77 % et a progressivement diminué, notamment avec la création de la contribution sociale généralisée. En effet les cotisations sociales et autres coûts à la charge des employeurs représentent près d’un quart (24 %) du coût du travail salarié dans l’UE-28, contre un tiers en France. C'est ce qui a motivé un transfert progressif du financement vers les revenus du capital, le revenus de remplacement ou la consommation. Cette baisse s’observe dans la plupart des pays européens,.
Pour des raisons techniques, il est temporairement impossible d'afficher le graphique qui aurait dû être présenté ici.

## Taux

### Travailleurs salariés
|                                                   | Assiettes                    | Part employeur | Part salarié |
| ------------------------------------------------- | ---------------------------- | -------------- | ------------ |
| Allocations familiales                            | salaire                      | 5,25 %         | 0 %          |
| Assurance vieillesse                              | salaire plafonné             | 8,55 %         | 6,90 %       |
| Assurance vieillesse                              | salaire                      | 1,9 %          | 0,4 %        |
| Allocations maladie, maternité, invalidité, décès | salaire                      | 13 %           | 0 %          |
| Accidents du travail                              | salaire                      | variable       | 0 %          |
| Chômage                                           | salaire                      | 4,05 %         | 0,95 %       |
| Retraite non complémentaire                       | salaire plafonné             | 4,65 %         | 3,10 %       |
| Retraite non complémentaire                       | salaire au-dessus du plafond | 0,8 %          | 1,20 %       |
| Fonds national d'aide au logement                 | salaire                      | 0,5 %          | 0,5 %        |
| Contribution de solidarité pour l'autonomie       | salaire – exonérations       | 0,3 %          | 0 %          |
| Forfait social                                    | salaire – exonérations       | 8 %            | 8 %          |
| CSG (non déductible)                              | 98,25 % du salaire brut      | 0 %            | 2,4 %        |
| CSG (déductible)                                  | 98,25 % du salaire brut      | 0 %            | 6,8 %        |
| CRDS                                              | 98,25 % du salaire brut      | 0 %            | 0,5 %        |

Il existe d'autres prélèvements obligatoires sur les salaires qui n'ont pas de rapport avec la protection sociale (sur les transports, le dialogue social, l’apprentissage, la construction ou l'assurance garantie des salaires par exemple).

### Travailleurs non salariés
Les travailleurs non salariés sont le plus souvent des auto-entrepreneurs, artisans en entreprise individuelle ou des gérants majoritaires de sociétés.
Ils doivent s'acquitter eux-mêmes du paiement de leurs cotisations sociales.

## Organismes de recouvrement

### Cas des travailleurs salariés
L'entreprise du salarié prélève l'ensemble des cotisations, qu'elles soient salariales ou patronales.
Les cotisations sont réglées à l'URSSAF et différents organismes.

### Cas des travailleurs non salariés
Suivant la nature de l'activité du travailleur (commerçant, artisan, professions libérales, agriculteurs…), différents organismes sont chargés du recouvrement des cotisations sociales.
On peut citer, sans que la liste ne soit exhaustive :
- le Régime social des indépendants (RSI) pour la sécurité sociale ;
- la Caisse interprofessionnelle de prévoyance et d'assurance vieillesse (CIPAV) pour les retraites ;
- parfois l'URSSAF, notamment pour les professions libérales.

Les taux des cotisations sont fixés par l'article D 612-4 du code de la sécurité sociale.

## Exonérations
Depuis 1993, plusieurs dispositifs visant à réduire le coût du travail ont été mis en place : allègements « Balladur » en 1993-95, instauration d’un barème dégressif entre 1996 et 2005, puis crédit d'impôt pour la compétitivité et l'emploi entre 2013 et 2019.
Selon un rapport de France Stratégie publié en octobre 2024, faisant le point sur cette politique de réduction de cotisations sociales, et en particulier sur « les lien entre les différents dispositifs de réduction de cotisations employeurs, ainsi que les prestations d’aide au retour à l’emploi comme la prime d’activité, et leur impact sur le soutien à l’emploi, la productivité, et les dynamiques salariales » : ces réductions ont toujours concerné les bas salaires, et visaient à souvenir un marché du travail défavorable aux travailleurs moins qualifiés ; et elles ont dans des années 1990 effectivement soutenu ce marché du travail. Mais au vu des connaissances acquises sur les effets de cette politique, désormais, « une inflexion est nécessaire pour  faciliter la montée en gamme des emplois et des secteurs ». Ses auteurs proposent de réformer le profil des allègements généraux, et de « redonner lisibilité et clarté au financement de la protection sociale ». Si soutenir ce marché reste pertinent, aujourd’hui, l’amélioration de ce marché « et le niveau important des réductions actuelles de cotisations employeur rendent  son efficacité en termes de création d’emploi moindre que dans les années 1990. En  particulier, les phénomènes de baisse tendancielle de l’emploi moins qualifié (appelés  dans les études économiques ‘progrès technique biaisé’) ont fait place à des phénomènes parfois diffus de polarisation affectant d’autres catégories de salariés et liés à d’autres  formes de progrès technique. On constate enfin un écrasement de la distribution des salaires, susceptible d’être lié à la  forte dégressivité du barème des exonérations de cotisation et des retraits d’autres  prestations sociales. Cela préoccupe l’ensemble des acteurs} (...) les économistes soulignent des taux marginaux de prélèvement  élevés ou d’effets de trappes à bas salaire, les employeurs l’ampleur du coût pour  augmenter le salaire net et les représentants des salariés la faible dynamique salariale », des craintes qui sont selon le rapport légitimes,.
La loi de financement de la sécurité sociale pour 2025 diminue les allègements de cotisation.

## Autres contributions sociales
Le financement de la sécurité sociale s'effectue non seulement par ces cotisations sociales, mais aussi par des contributions sociales, classées ou pas comme prélèvements obligatoires, tels que le forfait social.

## En comptabilité d'entreprise
Le plan comptable général édicté par l'Autorité des normes comptables et homologué par le ministre du budget, prescrit l'usage du compte de « charges sociales » pour l'imputation des charges de personnel autres que les salaires, constituées de cotisations, contributions et autres taxes payées par les employeurs et les salariés.

## Comparaison avec d'autres pays européens
En 2015, parmi les États de l'OCDE, la France est le pays qui a les cotisations sociales les plus importantes. En Europe, en 2015, selon une étude effectuée par l'Institut économique Molinari, un laboratoire d'idées libéral, elle devance de loin les autres pays pour les cotisations patronales (51 % du salaire brut) et détient également la première place pour les cotisations salariales (25 % du salaire brut) formant un total de 76 % du salaire brut. Cette étude confirme les résultats d'études antérieures,,,. Dans son rapport sur les prélèvements fiscaux et sociaux, la Cour des comptes en 2009, établit le taux effectif moyen d'imposition sur les sociétés de 34,6 % pour la France, soit 12,5 points au-dessus de la moyenne européenne (22,3 %).
Le portail d'information la vie-publique.fr, édité par la Direction de l'information légale et administrative, précise que « la France est l'un des pays industrialisés où la part dans le PIB des cotisations sociales versées aux administrations publiques est la plus élevée (18,8 % en 2011 selon les chiffres établis par l’OCDE […]) tandis que la part des impôts sur le revenu et les bénéfices y est relativement faible […]). ». Cette part élevée dans le PIB n'est pas nouvelle : en 1985, les cotisations sociales en représentent 19,9 %, où la France se place deuxième parmi les pays riches européens juste après les Pays-Bas (21 %).

## Perception de l'opinion publique
Selon un sondage Elabe effectué en octobre 2022, 65 % des Français estiment qu'il y a trop d'« assistanat en France, que notre modèle social a trop d'effets pervers et n'encourage pas à faire des efforts ». Dans le détail, 66 % des cadres estiment qu'il y a trop d'aides, 68 % des professions intermédiaires, 67 % des catégories populaires, 68 % des retraités et autant chez les ouvriers. Plus d'un sur deux (55 %) pensent qu'ils contribuent plus au système qu'ils en bénéficient, mais ce taux a chuté de 9 points entre 2019 et 2021 pour se stabiliser depuis. La part des Français qui estiment que le niveau des aides est trop élevé atteint 44 %, en progression de 4 points depuis 2018, particulièrement chez les habitants des communes rurales, les professions intermédiaires et les ouvriers. A l'inverse, 22 % des Français pensent qu'elles sont trop faibles, pourcentage en baisse de 6 points depuis 2018. Les allocations-chômage sont les aides dont le niveau est le plus contesté : 33 % trop élevé, 24 % pas assez.